# 보이스~생명 없는 자의 목소리~
《보이스~생명 없는 자의 목소리》(일본어: ヴォイス〜命なき者の声〜)는 후지 TV에서 2009년 1월 12일부터 3월 23일까지 방영된 일본의 텔레비전 드라마이다.

## 개요
본작은 "법의학"을 테마로, 법의학 세미나에 소속된 5명의 의대생이 사람의 죽음과 마주한 모습을 그린 2009년 1분기 월9 드라마이다. 의대생들의 청춘 군상극 이외에도 주인공의 '카지 다이키'(에이타)가 죽은 사람이나 주변 사람들로부터 얻은 정보에 따라 죽은 사람이 죽음에 이르기까지의 배경과 진상을 해명하는 추리 드라마의 측면도 있다. 전 11회로 기본적으로 1화 완결 형식이지만, 예외로서 제9화와 제10화는 연속적인 전개가 있다.
주연을 맡은 에이타에게는 첫 주연의 연속 드라마이면서, 월9 범위의 첫 주연 작품이기도 하다. 극중 배경이 되는 학교는 히토츠바시대학 국립캠퍼스에서 주로 촬영되었다.
캐치프레이즈는 〈"우리는 잃어버린 생명을 구하는 의학과 만난다"〉

## 출연진
- 에이타 (어린 시절 : 카토 세이시로)
- 이쿠타 토마
- 이시하라 사토미 (어린 시절 : 야마다 나츠미)
- 엔도 유야
- 사토 유우키
- 이즈미야 시게루
- 야다 아키코
- 토키토 사부로
- 나다카 타츠오
- 사토 리카
- 야마자키 시게노리
- 하마다 마리

## 제작진
- 각본 - 카네코 시게키
- 프로듀스 - 타키야마 마도카, 아즈마 야스유키
- 연출 - 나리타 아키라, 마츠야마 히로아키, 이시이 유스케
- 음악 - 요시카와 케이, Audio Highs
- 제작 - 후지 TV 드라마 제작 센터
- 제작 저작권 - 후지 TV

### 주제가
- GReeeeN - 〈刹那 세츠나[*]〉 (NAYUTAWAVE RECORDS)

## 방송일 및 부제, 시청률
| 각화                                      | 방송일          | 부제                          | 시청률 |
| ----------------------------------------- | --------------- | ----------------------------- | ------ |
| 제1화                                     | 2009년 1월 12일 | 잃어버린 생명을 구하는 의학   | 17.7%  |
| 제2화                                     | 2009년 1월 19일 | 계란을 들고 감전 된 남자      | 17.4%  |
| 제3화                                     | 2009년 1월 26일 | 15년 전의 어머니의 사인은     | 15.0%  |
| 제4화                                     | 2009년 2월 2일  | 해부대 위의 친구              | 12.3%  |
| 제5화                                     | 2009년 2월 9일  | 보이지 않는 특종 사진         | 16.0%  |
| 제6화                                     | 2009년 2월 16일 | 예상 된 입원 환자             | 15.2%  |
| 제7화                                     | 2009년 2월 23일 | 결사적의 타임 세일            | 15.4%  |
| 제8화                                     | 2009년 3월 2일  | 결코 지울 수없는 불꽃         | 14.0%  |
| 제9화                                     | 2009년 3월 9일  | 비를 읽을 수 있는 남자의 죽음 | 10.2%  |
| 제10화                                    | 2009년 3월 16일 | 마지막 큰 승부                | 12.8%  |
| 최종화                                    | 2009년 3월 23일 | 이별의 시간, 우리의 내일      | 13.6%  |
| 평균 시청률: 14.6%                        |                 |                               |        |
| (시청률은 간토 지방·비디오 리서치사 조사) |                 |                               |        |

## 오리지널 사운드 트랙
- "보이스~생명없는 자의 목소리" 오리지널 사운드 트랙 (NAYUTAWAVE RECORDS)

## DVD
- "보이스~생명없는 자의 목소리" DVD-BOX (포니 캐년)